# Feliks Olejniczak
Feliks Olejniczak (ur. 12 października 1936 w Walentynowie, zm. 4 lutego 2023 w Szczecinie) – polski żużlowiec.

## Życiorys
Reprezentował barwy Stali Gorzów Wielkopolski. W latach 1964–1965 pojechał w trzech spotkaniach ligowych, w których wywalczył dwa punkty. W tym czasie dwukrotnie razem z zespołem zdobywał srebrny medal w ramach drużynowych mistrzostw Polski w 1964 i 1965. 
Karierę zawodniczą zakończył ze względu na liczne kontuzje. 